# Hólyagfájdalom-szindróma
A hólyagfájdalom-szindróma (IC/BPS) egy húgyúti fájdalmakkal járó krónikus állapot, amely kedvezőtlenül befolyásolja az érintett életminőségét. Gyakori tünetei között szerepel a sürgető és gyakori vizelési inger, továbbá az alhasi fájdalmak, melyek akadályozzák mind az éjszakai pihenést, munkavégzést, szociális életet és szexuális együttlétet.
Kialakulásának oka nem ismert, jelenleg gyógymód sem létezik és a betegség kezelése nagy kihívást jelenthet mind a betegek, mind az orvosok részére.
A tünetek enyhítésében szerepet játszhat az életmódváltás, stresszcsökkentés és gyógyszeres kezelések.
Európában az itteni lakosokra nézve tett mérések alapján létrehozott jelentések azt indikálják, hogy 100 000 nőre vetítve 18 esetben állhat fenn hólyagfájdalom-szindróma.
A hólyagfájdalom-szindróma mind nőket, mind férfiakat érinthet, azonban gyakrabban fordul elő nőknél.

## Jelek és tünetek
A leggyakoribb tünetek között szerepelnek az alhasi, medencefenéki fájdalom, a gyakori és sürgető vizelési inger (akár éjszaka is) és a fájdalmas szexuális együttlét.
Ezen kívül további számos indikációja lehet a betegségnek, melyek a következők:
- fájdalmas vizelés (égő érzés a húgycsőben vizelés közben) és
  - kismedencei fájdalom, melyek
  - bizonyos ételek/italok fogyasztása esetén súlyosbodnak
- nyomás a hólyagban vagy az alhasi területen
- vizeletürítési hezitáció (medencefenék diszfunkciója/feszültsége okozhatja)
- kényelmetlenség, továbbá életviteli nehézségek

Jellemző, hogy a kismedencei fájdalom a húgyhólyag feltöltődésével súlyosbodik, majd a vizeletürítéssel javulhat.
A diagnosztika során elvégezhető cisztoszkópia során a hólyagfájdalom-szindrómában szenvedők 5-10%-nál találnak Hunner-léziókat, melyek a betegség előrehaladottságát jelezhetik, nem elengedhetetlen kritériumai a diagnózisnak.
A fájdalom és a vizelési inger egyénenként eltérően léphet fel, azok intenzitása adott személy tekintetében is változó lehet.

## Kialakulás oka
Kialakulásának oka jelenleg nem ismert, bár több hipotézis is fennáll, ezek közül még egyiket sem sikerült tudományosan bizonyítani. A legtöbbször szóban forgó lehetőségek:
- autoimmun elmélet,[7]
- hízósejtelmélet[8]
- és ehhez kapcsolódva a hólyag nyálkahártya rétegéhez fűződő elmélet.[7]

A hízósejtek amiatt játszhatnak központi szerepet a hólyagfájdalom-szindróma létrejöttében, mivel képesek hisztamin felszabadítására, ezzel fájdalmat, duzzanatot, hegesedést okozva és akadályozva a regenerálódási folyamatot.
Az autoimmun betegségek alapja, hogy a szervezet önmagát támadja meg. A szervezet a húgyhólyag falát idegen anyagként azonosíthatja, melyek következtében a felgyülemlett hisztamin felszabadul és támadásnak indul.
Bár ezek az elméletek többször is kutatás témái voltak, nem bizonyosodott be, hogy biztosan kapcsolat állna fenn az előbb leírt állapotok és a hólyagfájdalom-szindróma között - a betegség pontos oka jelenleg tehát nem ismert.

### Ellentmondásosság
A kutatások ellentmondásai következhetnek abból, hogy a betegség etiológiája ismeretlen, tehát akiknél különböző módon alakult ki, azok eltérően reagálnak a bizonyos kezelésekre. Nemzetközileg is nagy eltérés van a kezelési módok, engedélyezett gyógyszerek között, így a kutatások adatai nem egységesek. A kezelési módozatoknál ez kifejezetten nagy bizonytalanságot eredményez.

## Diagnosztika
A hólyagfájdalom-szindróma diagnosztizálása kizárásos alapon történik, a klinikai tünetek feltérképezésével, ezáltal sok időbe telhet mire a beteg eljut a kezelési szakaszba.
Eleinte alkalmazták a káliumérzékenységi tesztet, ez azonban mára elavultnak számít. A hidrodisztenzióval egybekötött cisztoszkópia alkalmazandó egyes esetekben a diagnózis megerősítésére.
A diagnosztizált esetek száma folyamatosan emelkedik, ezáltal egyre nagyobb nyomást gyakorolhat az egészségügyi intézményrendszerre.
A hólyagfájdalom-szindrómát sokszor húgyúti fertőzésként diagnosztizálják félre, azonban fontos különbség, hogy a hólyagfájdalom-szindrómát nem bakteriális fertőzés okozza és az antibiotikumos kezelések sincsenek rá hatással - sőt tovább roncsolhatják a sérült hólyagfalat, ezzel kitéve azt a kórokozóknak. További nehezen elkülöníthető betegség férfiak körében a krónikus prosztatagyulladás, nők tekintetében pedig az endometriózis és a mióma.

## Kezelés
Az orvostudomány jelenlegi állása szerint a hólyagfájdalom-szindrómára nem létezik gyógymód, azonban megfelelő kezeléssel az érintettnél elérhető a tünetmentesség - hosszú, akár egész életen átívelő terápiával.
A betegséghez kapcsolódó tünetegyüttes jelentkezése nem egységes, így a kezelési módok is kifejezetten személyre szabva határozhatók meg. A következőkben a jelenleg alkalmazható módszerek kerülnek kifejtésre.

### Nem orvosi kezelési módszerek
Az érintettekkel szükséges ismertetni a lehetséges kezelési módszerek előnyeit, hátrányait és kockázatait. A tünetek eredményes kezelése többszöri próbálkozásokat vehet igénybe, vagy akár különböző módszerek együttes alkalmazását.
A betegek több módon is hozzájárulhatnak állapotuk javításához, a következő lehetőségek alkalmazása nagyban segíthet a tüneti panaszok kezelésében, akár a komolyabb beavatkozások mellett is.

#### Stresszkezelés
A fájdalommal való megküzdési technikák fejlesztésére és az esetleges stressz által kiváltott tüneti panaszok súlyosbodásának meggátolására hasznos lehet egyéni, illetve csoportterápián való részvétel. Krónikus betegségek esetén elhanyagolhatatlan a lelki tényezők szem előtt tartása. A hólyagfájdalom-szindrómával élők körében több kutatást is folytattak az életminőség tekintetében, melyek eredményei azt mutatják, hogy a betegség súlyos mértékben kihat az érintettek mindennapjaira, szexuális- és szociális életükre.

#### Diéta
Hiányosak az ellenőrzött kutatások a diéta hatásáról, azonban az egyik első, a beteg részéről megkezdhető kezelési lehetőségként van jelen - és az érintettek túlnyomó részénél hatásos is.
A hólyagfájdalom-szindróma kapcsán jól elkülöníthetők azok a savas ételek, melyek fogyasztása a tünetek rosszabbodását okozhatja - irritálhatja a húgyhólyagot:
- koffeintartalmú italok (kávé, fekete és zöld tea)
- alkoholos italok
- szénsavas üdítőitalok
- szóját tartalmazó termékek
- paradicsom és az abból készült ételek
- citrusok, eper
- ecetes vagy savanyított ételek
- mesterséges édesítő- és tartósítószerek, adalékanyagok
- erős, fűszeres ételek (fontos, hogy például a fahéj, szegfűszeg is ide tartozik)
- nagy mennyiségű cukros étel
- nagy adag C-vitamin (több, mint napi 500 mg) és B-vitaminok

Fontos azonban, hogy egyénenként eltérő lehet a tüneteket kiváltó ételek listája és az ezekre való érzékenység mértéke. Ajánlott az eliminációs diéta kipróbálása, a megfelelő tápanyagbevitel érdekében akár dietetikus tanácsadásának kérése.
Az étrend-módosítás lényege, hogy a betegek elkerüljék azokat az ételeket, alapanyagokat, melyek a sérült hólyagfal további irritációját okozhatják. Ennek segítésére vannak különböző táplálékkiegészítők, melyek segíthetik a GAG-réteg (glükózaminoglikánok alkotta nyákréteg) regenerációjában. A kalcium-glicerofoszfát és a nátrium-hidrogén-karbonát segíthet csökkenteni a savas ételek fogyasztása utáni irritációt.

#### Fizikoterápia
A hólyagfájdalom-szindrómával járó fájdalom enyhítésére a Kegel-gyakorlatok alkalmazását el kell hanyagolni. Miközben ezek a gyakorlatok a medencefenék erősítésére szolgálnak, jelen esetben pont az ellenkezőjére van szükség, tehát arra, hogy a medencefenék minél inkább ellazulhasson.
Az érzékeny medencefenék kezelésére azonban megfelelő szakember segítségével végezhetők bizonyos izomrelaxációs, nyújtási gyakorlatok.

### Szájon át szedhető gyógyszerek
A használt gyógyszerek túlnyomó részénél nem volt megfigyelhető kiemelkedő javulás, ezeket mégis sok helyen alkalmazzák.
A pentozán poliszulfát-nátriumról (PPS) azt feltételezik, hogy segíthet helyreállítani a hólyagot védő glikózaminoglikán (GAG) bevonatot, azonban a tanulmányok vegyes eredményekkel szolgáltak, mikor a placebo készítményekkel vetették össze hatását. Ez a hatóanyag található meg az Elmiron nevű gyógyszerben, mely az Amerikai Egyesült Államokban a hólyagfájdalom-szindróma elfogadott szájon át szedhető gyógyszere. Mellékhatásai között szerepel a súlyos látáskárosodás, melynek következtében az Amerikai Egyesült Államokban több per is indult a gyártóval szemben.

### A GAG-réteg regenerációja
A következő anyagok segíthetik a megsérült nyálkahártya réteg helyreállítását:
- pentozán poliszulfát-nátrium
- dimetil-szulfoxid
- lidokain
- heparin
- hialuronsav
- chondroitin-szulfát

Ezeket általában úgynevezett gyógyszer koktélként alkalmazzák a következő pontban foglalt procedúra keretei között.

### Hólyagba történő befecskendezés
Intravezikális kezelésként alkalmazható
- dimetil-szulfoxid (DMSO)
- heparin
- lidokain

A tünetek súlyosbodása esetén egyszeri, sürgős kezelésként is alkalmazható, ugyanakkor rendszeres időközönként, kúraként is (ez általában kezdetben hetente 1 instillációt jelent, majd a kúra haladtával egyre távolabbi időközöket).
A bejuttatott oldat gyógyszerek keverékét tartalmazza, melyek kombinációja segíthet a hólyag nyálkahártyájának reparálásában és csökkentheti az idegvégződések túlérzékenységét.

### Orvosi beavatkozások
Súlyos tünetek esetén rendelkezésre áll több beavatkozási mód is, melyeknek hatékonysága azonban nem garantálható:

#### Hólyagtükrözés hidrodisztenzióval
Hólyagtükrözés (cisztoszkópia) alatt a cisztoszkópon keresztül sóoldattal feltöltik a hólyagot, amely kifeszíti annak nyálkahártyáját - lehetővé téve annak megvizsgálását.
A hidrodisztenzió nagy nyomású cisztoszkópiát jelent, melyet régebben terápiás céllal is végeztek, ma főként a diagnosztika szempontjából lehet rá szükség.

#### Fulguráció lézerrel vagy elektrokoagulációval
A Hunner-léziók jelenléte adhat rá okot, a sérült nyálkahártya-területek kiégetése - ezzel lokálisan megsemmisítve a fájdalomérző idegvégződések nagy részét.

#### Botilinium A Toxin (Botox)
Az izomba, nyálkahártyába fecskendezése egy kísérleti szakaszban lévő kezelési módszere a hólyagfájdalom-szindrómának, célja a tünetek enyhítése. A kutatási eredmények azonban ellentmondásosak.

#### Neuromodulációs kísérletek[30]
A keresztcsonti neuromoduláció hatékony lehet a Hunner-léziók nélküli hólyagfájdalom-szindrómában szenvedő betegeknél. A fájdalom etiológiája befolyásolhatja a különböző neuromodulációs megközelítések kimenetelét, ezért a kísérleti kezelés megkezdése előtt alapos diagnózis javasolt.

### Műtét
Megfontoltan, végső esetben, azoknál a betegeknél, akiknél a hólyagot érintő tünetek halmozottan fennállnak és más kezelési mód már nem biztosít megfelelő életminőségi javulást, végrehajtható jelentős sebészi beavatkozás:
- hólyagpótlás, továbbá
- vizelet elterelés (akár hólyageltávolítással).[26]

### Nemajánlott kezelési lehetőségek[26]
- hosszútávú orális antibiotikumos kezelés, továbbá glükokortikoid adagolása
- hosszútávú nagy nyomású hidrodisztenzió
- Calmette-Guerin bacillus intravezikális instillációja (BCG vakcina)

## Történet
Philip Syng Physick 1808-ban írta le a húgyhólyagnak egy olyan gyulladásos állapotát, mely hasonló húgyúti tüneteket okozott, mint a hólyagkövek. Ezt a fogalmat 1836-ra kitágította úgy, hogy egy gyakori vizelési ingerrel járó, sürgető és meghatározhatatlan fájdalmat magába foglaló krónikus-szindrómát is magába foglaljon. Ezek a korai meghatározások lehettek az első leírások a hólyaggyulladásról és a hólyagfájdalom-szindrómáról.
1887-ben Alexander J. C. Skene az interstitial cystitis kifejezést használta egy olyan gyulladás megnevezésére, mely a húgyhólyag nyálkahártyáját részben vagy teljes egészében elpusztította, továbbá a területi izmokra is kiterjedt.

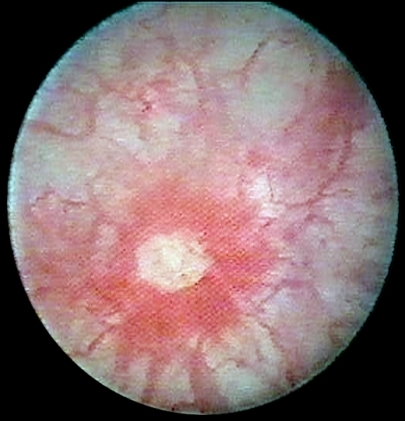
Hunner-lézió a húgyhólyag falán

A 20. század elején Guy Hunner egy nyolc nőt érintő esetet jelentett, akiknek kórtörténetében jelen volt mind az alhasi fájdalom, a gyakori vizelés, az éjszakai és a sürgető vizelési inger. Felkeltette a figyelmet a betegség kapcsán, az általa feltérképezett, a húgyhólyag falán megjelenő vörös, bevérzett területek a Hunner-fekély nevet kapták.
Az első diagnosztikai és kezelési irányelvet 2009-ben tette közzé egy japán kutatócsoport. Az Amerikai Urológiai Társaság az első amerikai klinikai gyakorlati irányelvet 2011-ben tette közzé, melyet azóta is frissítenek (2014, illetve 2022) a hólyagfájdalom-szindrómával kapcsolatos ismeretek fejlődésével.
A betegség nevét tekintve is több változás merült fel annak története során:
- interstitial cystitis (ICD-10 és MeSH által is használt terminológia)
- interstitial cystitis/bladder pain syndrome, vagyis IC/BPS
- urologic chronic pelvic pain syndrome, vagyis UCPPS

A világ különböző pontjain eltérő megnevezéseket használnak, országon belül sem feltétlenül egységes az elnevezés.

## Prognózis
Nemzetközileg egyre több kutatás folyik a hólyagfájdalom-szindrómával kapcsolatosan, egyre több elsődleges forrás jelenik meg, melyek szelektálásához, továbbá esetleges bebizonyosodásához még idő kell. 

A tudományos források megbízhatóságát összefoglaló piramis

Az interneten a kevés hivatalos információ jelenléte végett rendkívül hamar lehet a megfelelő tudományos háttér ismerete nélkül olyan primer kutatásokat találni, amelyek bizonyító ereje nem feltétlenül elégséges.

## Hasznos linkek
- European Association of Urology
- International Society for the Study of BPS
- ICNetwork
- Interstitial Cystitis Association
- International Painful Bladder Foundation
- National Institute of Diabetes and Digestive and Kidney Diseases